# Ituria
Ituria – zarządca Esznunny w czasach panowania Szu-Suena (2037-2030 p.n.e.) i Ibbi-Suena (2029-2005 p.n.e.), ostatnich władców z III dynastii z Ur. Jego synem był Szu-ilija, który po upadku III dynastii z Ur zasiadł na tronie Esznunny jako niezależny władca.  